# Garda TV
Garda TV è stata una rete televisiva locale.

## Storia
Era un'emittente con sede a Padenghe sul Garda nata agli inizi degli anni '80. Dal 2003 ha ceduto le proprie frequenze al gruppo editoriale di TeleArena, trasportando la sede a Brescia e cambiando la denominazione in Brescia Punto TV (ora Brescia.TV) 
Garda TV si è distinta nel corso degli anni per la trasmissione di programmi di qualità, come i film e le fiction ed il suo punto forte era l'informazione locale e le trasmissioni sportive. Buoni erano gli ascolti, tanto da essere una delle emittenti più seguite nel proprio bacino d'utenza. Numerosi sono stati gli eventi ripresi in diretta.
L'area di copertura di Garda TV comprendeva il bacino del lago di Garda e le aree limitrofe, era visibile nella bassa bresciana, in parte della provincia di Verona, a Bergamo, in Valle Sabbia, in gran parte della provincia di Brescia e in parte della provincia di Mantova.